# Прохорівка (Волноваський район)
Про́хорівка — село Волноваської міської громади Волноваського району Донецької області, Україна. Відстань до райцентру становить близько 10 км і проходить автошляхом Т 0512.

## Загальні відомості
Прохорівка — центр сільської ради. Розташована за 8 км від залізничної станції Карань. Землі села межують із територією с. Старогнатівка, Бойківський район, Донецької області. Населення — 502 особи. Сільській раді підпорядковані також населені пункти Малогнатівка, Тарасівка, Чичеріне.
На території Прохорівки розташована центральна садиба колгоспу ім. XXI з'їзду КПРС. Артіль має 3551 га орної землі. Основний виробничий напрям — вирощування зернових культур; тваринництво м'ясо-молочного напряму. У 1968 році тут зібрано з кожного га 42,9 цнт озимої пшениці, 32 цнт зерна кукурудзи.
У селі — восьмирічна школа, клуб, бібліотека.
Заснована Прохорівка у 1924 році.

## Новітня історія
2 червня 2015 року в лісосмузі поблизу села Прохорівка було знайдено тіло з документами солдата 72-ї бригади Сергія Костакова, із кількома кулями у голові, руки були в наручниках за спиною. Тіло було напіврозкладене, органолептично опізнати не видавалося можливим.
Уночі з 20 на 21 серпня 2015 року терористи обстрілюють Прохорівку, загинув сторож ферми. 27 серпня на збройну провокацію терористів українські сили АТО були змушені відкрити вогонь у відповідь поблизу Прохорівки. Розвідка доповіла про знищення складу набоїв терористів.

## Населення

### Мова
Розподіл населення за рідною мовою за даними перепису 2001 року:
| Мова       | Кількість | Відсоток |
| ---------- | --------- | -------- |
| українська | 389       | 77.49%   |
| російська  | 113       | 22.51%   |
| Усього     | 502       | 100%     |

За даними перепису 2001 року населення села становило 502 особи, з них 77,49 % зазначили рідною мову українську та 22,51 % — російську.